# ФГМ-148 Џавелин
ФГМ-148 Џавелин, или напредни систем противтенковског оружја-средњи (ААВС-М), је амерички преносни противоклопни систем који је у употреби од 1996. године и стално се надограђује. Заменио је противтенковску ракету М47 Драгон у америчкој служби. Његов дизајн за пали и заборави има аутоматско инфрацрвено навођење, омогућавајући кориснику да потражи заклон одмах након лансирања, за разлику од система вођених жицом, као што је систем који користи Змај, који захтева од корисника да води оружје током читавог борбе. Високоексплозивна противтенковска (ХЕАТ) бојева глава Џавелина може да победи модерне тенкове нападом одозго надоле, ударајући их одозго, где је њихов оклоп најтањи, а такође је корисна против утврђења у директном нападу.
Од 2019. године, према тврдњама произвођача, Џавелин је коришћен у око 5.000 успешних ангажмана.
Оружје је дебитовало у борби у Ираку 2003. године, а постало је истакнуто у руско-украјинском рату, где је наишло на широку употребу у уништавању руских оклопних возила.

## Преглед
Џавелин је ракета за испали и заборави са закључавањем пре лансирања и аутоматским самонавођењем. Систем користи врхунски профил лета за напад против оклопних возила, напада обично тањи горњи оклоп, али такође може да изврши директан напад, за употребу против зграда, циљева преблизу за врхунски напад, циљева испод препрека и хеликоптера.
Може достићи вршну висину од 150 м у режиму највишег напада и 60 м у режиму директног напада. Прве верзије су имале распон од 2.000 м, касније повећан на 2.500м. Опремљен је инфрацрвеним трагачем за снимање . Тандем бојева глава је опремљена са два обликована пуњења : прекурсорска бојева глава за детонацију било каквог експлозивног реактивног оклопа и примарна бојева глава за продирање у основни оклоп.
Пројектил се избацује из лансера на безбедну удаљеност од оператера пре него што се главни ракетни мотори запале – „аранжман меког лансирања“. Ово отежава идентификацију лансера, иако повратни удар из лансирне цеви и даље представља опасност за особље у близини. Тим за гађање може да се креће чим се ракета "испали и заборави" лансира, или да се одмах припреми да пуца на следећу мету. Ракетни систем понекад носе два војника који се састоје од топника и носача муниције, иако један војник може да га испали. Док нишанџија циља и испаљује пројектил, носилац муниције скенира потенцијалне мете, прати претње као што су непријатељска возила или трупе и осигурава да се особље и препреке удаље од повратног удара ракете.

## Развој
Године 1983., војска Сједињених Држава је увела свој ААВС-М (Напредни систем противтенковског оружја—средњи) захтев. Године 1985, ААВС-М је одобрен за развој. У августу 1986. почела је фаза развоја доказа о принципу (ПОП), са уговором од 30 милиона америчких долара додељеним за демонстраторе техничких доказа: Форд Аероспаце (вожња ласерским снопом), инфрацрвено снимање у комбинацији са кабловском везом са оптичким влакнима и Текас Инструментс (инфрацрвено снимање). Крајем 1988. године ПОП фаза је завршена. У јуну 1989. године, уговор о пуном развоју додељен је заједничком предузећу Текас Инструментс и Мартин Мариета, сада Раитеон и Локид Мартин. ААВС-М је добио ознаку ФГМ-148.
У априлу 1991. успео је први пробни лет Џавелина, а у марту 1993. и прво пробно испаљивање из лансера. Године 1994. одобрен је низак ниво производње, а први џавелини су распоређени у јединице америчке војске 1996.

### Тест и евалуација
Генерална рачуноводствена канцеларија (ГАО), од преименована у Владину канцеларију за одговорност, објавила је извештај који доводи у питање адекватност тестирања џавелина. Извештај под насловом „Војна набавка—Џевелин није спреман за вишегодишњу набавку“ противио се уласку у производњу у пуној количини 1997. и изразио потребу за даљим оперативним тестирањем због многих редизајнирања који су прошли.
Године 1995., министар одбране Вилијам Пери је изнео пет нових оперативних тест иницијатива. То укључује:
1. укључивање оперативних тестера у рану фазу развоја;
2. коришћење моделирања и симулације;
3. интегрисање развоја и оперативног тестирања;
4. комбиновање тестирања и обуке;
5. примена концепата на демонстрације и набавке.

### Квалификационо тестирање
Џавелин Еколошки Тест Систем (ЈЕТС) је мобилни тестни сет за Џавелин. Може се конфигурисати тако да функционално тестира АУР или ЦЛУ појединачно или обе јединице у спојеном тактичком режиму. Ова мобилна јединица се може преместити у различите објекте за испитивање животне средине. Мобилни систем се користи за све фазе квалификационог тестирања Јавелина. Постоји немобилни ЈЕТС који се користи за самостално ЦЛУ тестирање. Овај систем је опремљен комором за заштиту животне средине и првенствено се користи за тестирање верификације производа (ПРВТ). Могућности укључују:
1. Џавелин ЦЛУ тестирање,
2. Џавелин АУР тестирање,
3. Тестирање у Џавелин Матед Мод,
4. Тестирање Џавелина у различитим условима животне средине,
5. ЦЛУ ПРВТ.[21]

Комплети за свеобухватне тестове укључују: тестирање на екстремним температурама; тестирање ракетног трагача (грешка у брзини праћења, осетљивост праћења); тестирање низа трагача/фокалне равни (време хлађења, мртви/дефектни пиксели, идентификација трагача); пнеуматско цурење; мерења континуитета; време спремности; и секције за навођење (команде за навођење, кретање пераја).

## Компоненте
Систем се састоји од три главне компоненте: командне лансирне јединице, склопа лансирне цеви и саме ракете. Свака ракета садржи 250 микропроцесора .

### Јединица за лансирање
Тобџија носи командну лансирну јединицу за вишекратну употребу (ЦЛУ, изговара се као "цлуе"), која је компонента циљања дводелног система. ЦЛУ има три погледа, који се користе за проналажење, циљање и испаљивање пројектила и могу се користити одвојено од пројектила као преносиви термални нишан. Од пешадијског особља се више не захтева да буде у сталном контакту са оклопним транспортерима и тенковима са термичким нишанима. То их чини флексибилнијим и способнијим да уоче претње које иначе не би могли да открију. Године 2006. додељен је уговор Тоион Ресрч Корпоратиону да започне развој надоградње на ЦЛУ, омогућавајући пренос циљне слике и података о ГПС локацији на друге јединице.

#### Дневно видно поље
Први приказ је дневни приказ са увећањем од 4×. Углавном се користи за скенирање подручја у видљивом светлу током рада дневног светла. Такође се користи за скенирање непосредно пре изласка и после заласка сунца, када је тешко фокусирати термалну слику због природног брзог загревања или хлађења околине.

#### Широко видно поље
Други приказ је ноћни приказ са увећањем од 4к, широко видно поље (ВФОВ) које показује топнику термалну представу посматраног подручја. Ово је примарни приказ који се користи, због његове способности да открије инфрацрвено зрачење и пронађе и трупе и возила која су иначе превише добро скривена да би се открила. Екран приказује приказ "зелене скале" који се може подесити и по контрасту и по осветљењу. Унутрашњост ЦЛУ-а се хлади малом расхладном јединицом причвршћеном за нишан. Ово у великој мери повећава осетљивост могућности термичког снимања, пошто је температура унутар нишана много нижа од температуре објеката које детектује.
Због осетљивости коју ово изазива, стрелац је у стању да „фокусира“ ЦЛУ да прикаже детаљну слику области која се посматра, показујући температурне разлике од само неколико степени. Тобџија управља овим погледом помоћу две ручне станице сличне контролној палици која се налази у модерним кокпитима. Из овог погледа стрелац фокусира слику и одређује подручје које даје најбољи топлотни потпис на којем ће се пројектил закључати.

#### Уско видно поље
Треће видно поље је 12× термални нишан, који се користи за бољу идентификацију циљаног возила. Када се ЦЛУ фокусира у ВФОВ, нишанџија може да пређе на уско видно поље (НФОВ) за препознавање циља пре него што активира ФОВ трагача.
Када се одабере најбоља циљна област, стрелац притисне један од два окидача и аутоматски се пребацује на четврти приказ, ФОВ трагача, који представља термални приказ увећања од 9к. Овај процес је сличан функцији аутоматског зумирања на већини модерних камера. Овај приказ је доступан заједно са претходно поменутим приказима, којима се свима може приступити притиском на дугме. Међутим, он се не користи тако често као приказ са великим увећањем, јер је потребно више времена за скенирање широког подручја.
Овај поглед омогућава стрелцу да даље усмерава пројектил и постави систем за навођење који се налази у њему. У овом погледу се информације прослеђују из ЦЛУ-а, преко електронике за повезивање склопа лансирне цеви, у систем за навођење пројектила. Ако стрелац одлучи да не испали пројектил одмах, може се вратити на друге погледе без пуцања. Када је стрелац задовољан сликом мете, повлачи се други окидач да би се успоставио "закључавање". Ракета се лансира након кратког одлагања

#### Лаки ЦЛУ
Америчка војска је развила нови ЦЛУ као побољшање у односу на верзију Блок И. Нови ЦЛУ је 70% мањи, 40% лакши и има 50% продужетак трајања батерије. Карактеристике лаганог ЦЛУ-а су: дуготаласна инфрацрвена (ИР) термографска камера ; екран високе дефиниције са побољшаном резолуцијом; интегрисани рукохвати; камера у боји од пет мегапиксела; ласерска тачка која се може видети видљиво или кроз ИЦ; локатор далеког циља који користи ГПС, ласерски даљиномер, сензор курса и модернизовану електронику. ЛВЦЛУ је показао способност да испаљује противваздушну ракету ФИМ-92 Стингер, користећи своју супериорну оптику за идентификацију и уништавање малих беспилотних летелица (УАВ).
Заједничко предузеће Џавелин добило је свој први уговор о производњи ниске стопе за ЛВЦЛУ у јуну 2022. 200 јединица ће бити испоручено пре него што се очекује почетак производње у пуној количини 2023. године, што ће повећати стопу производње на 600 годишње. Прва испорука је предвиђена за 2025.

### Склоп лансирне цеви
И тобџија и носач муниције носе склоп лансирне цеви, цев за једнократну употребу у којој се налази пројектил и штити ракету од сурових окружења. Цев има уграђену електронику и систем шарки за закључавање који чини причвршћивање и одвајање пројектила на и од командне лансирне јединице брз и једноставан процес.

### Ракета

#### Бојева глава
Тандем бојеве главе ракете Џвелин је високоексплозивни противтенковски (ХЕАТ) тип. Ова рунда користи набој у облику експлозива да створи струју суперпластично деформисаног метала, формираног од металних облога у облику трубе. Резултат је уска струја честица велике брзине која може да продре у оклоп.
Џавелин се супротставља појави експлозивног реактивног оклопа (ЕРА). ЕРА кутије или плочице које леже преко главног оклопа возила експлодирају када их удари бојева глава. Ова експлозија не штети главном оклопу возила, али узрокује да челични панели лете преко путање уског тока честица ХЕАТ рунде, ометајући његов фокус и остављајући га неспособним да пресече главни оклоп. Јавелин користи две бојеве главе у облику пуњења у тандему. Слабо ХЕАТ прекурсорско пуњење мањег пречника детонира ЕРА, отварајући пут ХЕАТ бојевој глави много већег пречника, која затим продире у примарни оклоп мете.
За претходницу се користи двослојна молибденска облога, а за главну бојеву главу бакарна облога.
Иако се тандемска ХЕАТ бојева глава Џавелина показала ефикасном у уништавању тенкова, већина претњи против које је коришћена у Ираку и Авганистану биле су посаде и тимови оружја, зграде и лако оклопна и неоклопна возила. Да би Џавелин био кориснији у овим сценаријима, Центар за истраживање, развој и инжењеринг за авијацију и ракете развио је вишенаменску бојеву главу (МПВХ) за ФГМ-148Ф. Иако је и даље смртоносна против тенкова, нова бојева глава има природно фрагментирано челично кућиште бојеве главе, које удвостручује ефикасност против особља због појачане фрагментације. МПВХ не додаје тежину или цену и има лакшу композитну средину тела ракете која омогућава замену постојећих Џавелинових цеви. Планирано је да Џавелин Ф-модел почне са испоруком почетком 2020. Побољшани дизајн пројектила, заједно са новим лакшим ЦЛУ са побољшаним уређајем за праћење циља, ушао у производњу у мају 2020.

#### Погон
Већина ракетних бацача захтева велику чисту површину иза топника да би се спречиле повреде од леђног удара. Да би решио овај недостатак без повећања трзаја до неприхватљивог нивоа, систем Јавелин користи механизам меког лансирања. Мали лансирни мотор који користи конвенционално ракетно гориво избацује пројектил из лансера, али престаје да гори пре него што пројектил очисти цев. Мотор лета се пали након одлагања да би се омогућио довољан размак од оператера.
Да би се уштедела тежина, два мотора су интегрисана са бурст диском између њих. Дизајниран је да толерише притисак лансирног мотора са једне стране, али да лако пукне са друге стране када се мотор за летење запали. Мотори користе заједничку млазницу. Издувни гасови летачког мотора протиче кроз истрошени лансирни мотор. Пошто кућиште мотора за лансирање остаје на месту, за његово покретање се користи необичан упаљач у облику прстена. Обичан упаљач би био издуван са задње стране пројектила када би се мотор лета запалио и могао би да повреди оператера.
Пошто лансирни мотор користи стандардно НАТО погонско гориво, присуство оловног бета-резорцилата као модификатора брзине сагоревања узрокује присуство олова и оловног оксида у издувним гасовима. Од топџија се тражи да задрже дах након пуцања ради њихове безбедности.

#### Трагач
Као ракета пали и заборави, након лансирања, пројектил мора бити у стању да прати и уништи свој циљ без помоћи нишанџије. Ово се постиже спајањем уграђеног ИР система за обраду слике, одвојеног од ЦЛУ система за снимање, са уграђеним системом за праћење.
Топџија користи ЦЛУ-ов ИР систем да пронађе и идентификује мету, а затим прелази на независни ИР систем пројектила да постави оквир за праћење око мете и успостави браву. Тобџија поставља заграде око слике за закључавање.
Трагач остаје фокусиран на слику мете, настављајући да је прати како се мета креће или мења путања лета пројектила, или мењају углови напада. Трагач се састоји од три главне компоненте: сензора слике у жижној равни, хлађења и калибрације и стабилизације.

#### Низ фокалне равни (ФПА)
Склоп трагача је затворен у куполу која је провидна за дуготаласно инфрацрвено зрачење. ИР зрачење пролази кроз куполу, а затим кроз сочива која фокусирају енергију. ИР енергија се рефлектује преко огледала на ФПА. Трагач је дводимензионални зурећи ФПА од 64×64 МерЏад детекторских елемената. ФПА обрађује сигнале са детектора и преноси сигнал на трагач пројектила.
Низ за гледање је фотонапонски уређај где упадни фотони стимулишу електроне и складиште се, пиксел по пиксел, у интегрисана кола за очитавање причвршћена на задњем делу детектора. Ови електрони се претварају у напоне који се мултиплексирају из РОИЦ-а на основу оквира по кадар.

#### Хлађење/калибрација
Да би ефикасно функционисао, ФПА мора да се охлади и калибрише. У другим применама, ИР детектори ЦЛУ-а се хладе коришћењем Дјуар боце и Стирлинг мотора затвореног циклуса, али нема довољно простора у ракети за слично решење. Пре лансирања, хладњак постављен на спољашњој страни лансирне цеви активира електричне системе у ракети и снабдева хладним гасом из Џул-Томсоновог експандера до склопа детектора ракете, док је пројектил још увек у лансирној цеви. Када је пројектил испаљен, ова спољна веза је прекинута и расхладни гас се испоручује изнутра преко уграђене боце са гасом аргона . Гас се држи у малој боци под високим притиском и садржи довољно расхладне течности за трајање лета од приближно 19 секунди.
Трагач се калибрише помоћу точкића за сецкање. Овај уређај је вентилатор од шест лопатица: пет црних лопатица са ниском ИЦ емисивношћу и једне полурефлектујуће оштрице. Ове оштрице се синхронизовано окрећу испред оптике трагача, тако да ФПА стално добија референтне тачке поред посматрања сцене. Ове референтне тачке омогућавају ФПА да смањи буку коју уносе варијације одзива у елементима детектора.

#### Стабилизација
Платформа на којој је постављен трагач мора бити стабилизован у односу на кретање тела ракете, а трагач мора бити померен да остане у равни са метом. Систем стабилизације мора да се носи са брзим убрзањем, горе/доле и бочним покретима. Ово се ради помоћу карданског система, акцелерометара, жироскопа са ротирајућим масама (или МЕМС ) и мотора за покретање промена положаја платформе. Систем је у основи аутопилот . Информације из жироскопа се уносе у електронику за навођење, која покреће мотор обртног момента причвршћен за платформу трагача како би трагач био у равни са метом. Жице које повезују трагач са остатком пројектила пажљиво су дизајниране да избегну изазивање кретања или повлачење на платформи трагача.

#### Тракер
Тракер је кључан за вођење/контролу за евентуални погодак. Сигнали са сваког од 4.096 детекторских елемената (низ 64×64 пиксела) у тражилу се прослеђују до интегрисаних кола за читање ФПА који читају затим стварају видео оквир који се шаље систему за праћење на обраду. Упоређивањем појединачних кадрова, трагач утврђује потребу за корекцијом како би пројектил задржао на мети. Тракер мора бити у стању да одреди који део слике представља циљ.
Циљ је првобитно дефинисан од стране топника, који поставља оквир који се може конфигурисати око ње. Тракер затим користи алгоритме за упоређивање тог региона оквира на основу података о слици, геометрији и кретању са новим оквирима слике који се шаљу од тражиоца, слично алгоритмима за препознавање образаца. На крају сваког оквира, референца се ажурира. Тракер је у стању да прати мету иако се тачка гледишта трагача може радикално променити током лета.
Ракета је опремљена са четири покретна репна пераја и осам фиксних крила у средини тела. Да би водио пројектил, трагач лоцира циљ у тренутном оквиру и упоређује ову позицију са тачком циља. Ако је ова позиција ван центра, трагач израчунава корекцију и прослеђује је систему за навођење, који врши одговарајућа подешавања на четири покретна репна пераја. Ово је аутопилот. За вођење пројектила, систем има сензоре који проверавају да ли су пераја постављена на захтев. Ако није, одступање се шаље назад у контролер на даље подешавање. Ово је контролер затворене петље .
Режим највишег напада захтева да се пројектил нагло попне након лансирања и крстари на великој висини, а затим зарони на врх мете. У режиму директног напада, пројектил крстари на мањој висини директно на мету. Путања лета узима у обзир домет до циља, израчунат од стране јединице за навођење.

## Обука
Потребно је да се постигне добро познавање сваке контроле и брзе операције пре него што се јединица ефикасно примени. Америчке трупе се две недеље обучавају о систему у пешадијској школи у Форт Бенингу, Џорџија. Војници се подучавају основној нези и одржавању, руковању и способностима, монтажи и растављању, као и позицијама са којих се може пуцати. Војници се уче да разликују различите типове возила, чак и када су видљиви само груби обриси.
Војници морају обавити неколико временских вежби са постављеним стандардима, пре него што буду квалификовани да управљају системом иу обуци иу ратним ситуацијама. У већини војних база постоје мањи програми обуке који војнике упућују на правилно коришћење система. На овим курсевима, програм обуке може бити мало промењен. Ово су најчешће само мањи захтеви изостављени због буџета, броја војника у односу на опрему за симулацију, и расположивог времена и ресурса. Обе врсте курсева обуке имају захтеване нивое знања који морају бити испуњени пре него што војник може да користи систем у вежбама обуке или у ратним мисијама.

## Историја
Џавелине је користила америчка армија, амерички марински корпус и аустралијске специјалне снаге у инвазији на Ирак 2003.  на ирачким тенковима Тип 69 и Лион оф Бабилон. Током битке на превоју Дебецка, вод специјалних снага америчке војске опремљен копљима уништио је два тенка Т-55, осам оклопних транспортера и четири камиона за транспорт трупа.
Током рата у Авганистану, копље је ефикасно коришћено у операцијама против побуњеника (ЦОИН). У почетку, војници су сматрали да оружје није погодно за ЦОИН због своје разорне моћи, али обучени топници су били у стању да направе прецизне ударце на непријатељске положаје са мало колатералне штете.Џавелин је попунио нишу у америчким системима наоружања против тешких митраљеза ДСхК и бестрзних пушака Б-10 — оружје попут АТ4 и бацача граната М203 било је довољно снажно, али домет од ~300 м је био недовољан. Насупрот томе, док су средњи и тешки митраљези и аутоматски бацачи граната имали домет, недостајала им је снага, а тешки минобацачи, који су имали и добар домет и више него довољну снагу, нису били довољно прецизни.
У фебруару 2016, током ал-Шададијеве офанзиве грађанског рата у Сирији, копље је коришћено за дизање у ваздух самоубилачког аутомобила бомбе у нападу.
Године 2016. на друштвеним мрежама објављене су тврдње да су јединице за заштиту народа сиријских Курда (ИПГ) можда примиле пројектиле Џавелин. До јуна 2018. још увек је било непотврђено да ли је ИПГ испоручио ракете „Џавелин“, иако је виђено да јединице америчких специјалних снага њима делују као подршка напредовању Сиријских демократских снага (СДФ) током кампање Деир ез-Зор у долини реке Средњи Еуфрат .
У јуну 2019. године, снаге либијске Владе националног јединства заузеле су четири копља од снага Либијске националне армије. Ове ракете су обезбедили УАЕ.
Током руске инвазије на Украјину 2022. године, НАТО је Украјини доставио хиљаде џавелина, где су се показали веома ефикасним. Копља су одговорна за део стотина руских оклопних возила које је Украјина уништила, заробила или оштетила. Слика под називом „ Свето копље “, која приказује Богородицу како држи бацач копља у стилу источне православне црквене слике, привукла је пажњу друштвених медија и убрзо постала симбол украјинског отпора против руске инвазије. Пентагон је тврдио да је од првих 112 џавелина које су Украјинци испалили од почетка рата, 100 пројектила погодило циљ.
Руске оружане снаге су током сукоба заробиле непознати број склопова лансирних цеви Џавелин. Нејасно је да ли је било који од заробљених лансера садржавао бојеве метке или су једноставно цеви одбачене након употребе. Иран је наводно добио пример ракете „Џавелин“ од Русије, заједно са другом западном муницијом заробљеном у Украјини, као део већег споразума за беспилотне летелице „Шахед“ и „Мохаџер“.
У мају 2022, извршни директор компаније Локхед Мартин Џејмес Таиклет изјавио је да ће Локхеед скоро удвостручити производњу Џавелина на 4.000 годишње. Украјински званичници су проценили да је у раним данима рата коришћено до 500 пројектила дневно. У августу 2022, САД су се обавезале да ће послати додатних 1.000 пројектила Џавелин Украјини.

## Варијанте
Систем оружја Џавелин је постепено унапређиван, што је резултирало бројним варијантама и производним блоковима.
- ФГМ-148А: Прва мала серија 1996.[48]
- ФГМ-148Б: Нејасно. Вероватно је дизајн програма побољшане продуктивности (ЕПП) уведен пре Џавелин Милестон III.[48]
- ФГМ-148Ц: 1999, вероватно модификација Џавелин Енханцед Тандем Интеграција (ЈЕТИ). Министарство одбране тврди „побољшања која мењају куполу пројектила“.[48] Џејнс га је описао као "Блок 0".[49]
- ФГМ-148Д: Извозна верзија.[48]
- „Блок 1“: 2006. Брже и смртоносније ракете, нови "Блок I ЦЛУ" који обезбеђује повећан домет ИД и време надзора.[48] Џејнс тврди да је ово исто што и ФГМ-148Е.[49]
- ФГМ-148Е: Замењене електронске компоненте у делу контролног актуатора ракете, ради уштеде трошкова и тежине. Развијен као „Спирала 1“ 2013–14. Производња је почела 2017.[50]
- ФГМ-148Ф: Опремљен вишенаменском бојевом главом (МПВХ). Развијен као "Спирала 2". Производња је почела у мају 2020.[50][51]
- ФГМ-148Г: Развија се из пројекта "Спирала 3". Развиће нови склоп лансирне цеви и батеријску јединицу и замениће тренутни гасно хлађен трагач са нехлађеним трагачем у делу за навођење ракете. Производне ракете ће имати ознаку ФГМ-148Г.[50]

ЛВЦЛУ још увек нема ознаку варијанте.

## Корисници

### Тренутни корисници
- Аустралија: 92 бацача.[52]
- Бахреин: 13 бацача.[53]
- Хрватска:[54][55][56]
- Чешка Република: Набављена 3 бацача и 12 пројектила за своје специјалне снаге, за употребу у Авганистану .[57] Додатна поруџбина у укупном износу од 10,21 милиона америчких долара издата је у децембру 2015. за 50 пројектила и 3 бацача.[58]
- Естонија: 80 ЦЛУ, са могућношћу додатних 40 и 350 пројектила купљених од Сједињених Држава. У служби од 2016.[59]
- Француска: 76 бацача и 260 пројектила за употребу у Авганистану.[52] Заменио је противтенковску ракету МИЛАН ,[60] без накнадног налога у корист Акерон МП (ММП).[61]
- Грузија: 72 ЦЛУа и 410 пројектила примљено у 2018., а испорука још 46 ЦЛУа и 82 пројектила одобрена 2021. Прва страна војна продаја грузијској војсци која се састоји од 410 пројектила и 72 ЦЛУ укључује 2 Џавелин Блок за 1 ЦЛУ бити коришћен као резервни део је одобрен за 75 милиона долара [62][63] Године 2021. наручено је 46 ЦЛУ и 82 пројектила, за 30 милиона америчких долара.[64]
- Индонезија: 25 бацача и 189 пројектила у варијанти Џавелин Блок 1, у договору од 60 милиона америчких долара.[65]
- Ирска: Ирска војска , заменила је противтенковску ракету МИЛАН.[66]
- Јордан: 30 лансера и 116 пројектила је примљено 2004. 162 ЦЛУ, 18 пројектила „Фли-то-Буи“, 1,808 противтенковских вођених пројектила „Џавелин“ и друга опрема за подршку наручена је 2009. Процењена цена је 388 милиона долара.[67] Џордан је дао још једну поруџбину од 133,9 милиона долара 2017.[68][69]
- Либија: Користи либијска национална армија[4]
- Литванија:Укупно: 144 ЦЛУ и 871 ракета купљена од Сједињених Држава. 2001. 40 лансера и 200 пројектила. Прва европска земља која је добила овај лансер и ракетни систем 2001. У децембру 2015. ДСЦА је одобрила могућу инострану војну продају Литванији за још 220 пројектила и 74 ЦЛУ за 55 милиона долара, плус 30 ЦЛУ и 350 пројектила 2026. године.[52][70][71]
- Нови Зеланд: 24 лансера и 390 пројектила, у серијама од 120, затим 270.[52]
- Норвешка: 100 лансера и 526 пројектила. Испоручује се од 2006, у употреби од 2009.  Норвешке власти су 2017. започеле процес проналажења заменског противтенковског оружја, како би се супротставиле новим типовима тешких тенкова опремљених системима активне заштите који могу да победе ракете попут „Џавелина“.[52][72]
- Оман: 30 лансера.[52]
- Пољска: 110 лансера, 680 пројектила.[73]
- Катар: У марту 2013. Катар је затражио продају 500 пројектила Џавелин и 50 командних лансирних јединица.  Уговор је потписан у марту 2014.[74][75]
- Саудијска Арабија: 20 лансера и 150 пројектила.[76]
- Република Кина: 2002. године Тајван је купио 360 пројектила и 40 лансера за 39 милиона долара. Уговор је укључивао уређаје за обуку, логистичку подршку, пратећу опрему и обуку.  Сједињене Државе су 2008. издале обавештење Конгреса за продају још 20 лансера и још 182 пројектила.[77][78]
- Турска[79]
- Украјина:  Преко 8.000 противоклопних система Џавелин.[80]
- УАЕ:[52]
- Уједињено Краљевство:  Министарство одбране Уједињеног Краљевства купило је 850  Џавелина и 9.000 пројектила за потребе Система противтенковског вођеног оружја лаких снага (ЛФАТГВС). Џавелин је ушао у британску службу 2005. године, заменивши системе МИЛАН и Свингфире .[10][81][82]
- САД: Иако није званично објављено, буџетски подаци показују да су САД имале 20.000 до 25.000 Џавелина на располагању 2021. године, пре руске инвазије на Украјину..[83]

### Будући корисници
- Албанија: У мају 2022. Локхед Мартин је примио поруџбине од неколико међународних купаца укључујући Норвешку, Албанију, Летонију и Тајланд.  Набавку је неколико дана касније потврдило Министарство одбране Нико Пелеши за још неоткривени број и уговорну вредност система.[84][85]
- Летонија: У мају 2022, Локхед Мартин је примио поруџбине од неколико међународних купаца укључујући Норвешку, Албанију, Летонију и Тајланд.[85][86]
- Тајланд: У јулу 2021. године, Стејт департмент САД најавио је могућу инострану војну продају Тајланду 300 пројектила Џавелин ФГМ-148 и 50 командних лансирних јединица (ЦЛУ) Џавелин, у вредности од 83,5 милиона долара.[87]
- Бразил: У августу 2022. Стејт департмент је одобрио могућу инострану војну продају пројектила Џавелин и пратеће опреме влади Бразила по процењеној цени од 74 милиона долара. Влада Бразила је затражила до 222 пројектила Џавелин, ФГМ-148 и 33 командне лансирне јединице Џавелин (ЦЛУ).[88]
- Румунија: У децембру 2023. године, Стејт департмент САД је одобрио потенцијалну продају ракета Џавелин и пратеће опреме Румунији од 80 милиона долара. Румунија је затражила куповину 263 ракете Јавелин ФГМ-148Ф и 26 лаких командних лансирних јединица Џавелин.[89]
- Бугарска: Бугарска купује 420 пројектила Џавелин за своја возила Страјкер Драгоон за 101 милион долара.[90]
- тзв. Косово:  У јануару 2024. Стејт департмент је одобрио куповину 246 противтенковских пројектила Џавелин ФГМ-148Ф и 6 пројектила за тестирање и 24 командне лансирне јединице (ЦЛУ), у вредности од 75 милиона долара.[91][92]
- Мароко: У марту 2024. године, Стејт департмент САД одобрио је потенцијалну продају пројектила Џавелин и пратеће опреме Мароку од 260 милиона долара. Договор укључује 612 пројектила ФГМ-148Ф и 200 лаких командних лансирних јединица (ЛВЦЛУ).[93]

### Неуспеле понуде
- Индија : Индија је 2010. разматрала куповину неких система који се налазе у продаји, при чему би већи број био лиценциран локално произведен кроз „трансфер технологије“ (ТоТ). Сједињене Државе нису биле вољне да обезбеде пуну ТоТ. На крају је план за куповину Џевелина био „одложен“. У октобру 2014. Индија је одлучила да купи израелски ракетни систем Спајк.[94][95][96]